# Tiffany van Soest
Tiffany van Soest (Torrance, 20 maart 1989) is een kickbokser en Muay Thai-bokser uit de Verenigde Staten. Van Soest begon op achtjarige leeftijd met Shōrin-ryū-karate, maar op achttienjarige leeftijd stapte ze over naar Muay Thai en in 2011 werd ze professional en werd vervolgens in 2012 WBC Muaythai International Super Bantamweight Champion.
Van Soest komt uit in de klasse super bantamweight. Sinds 2016 komt ze uit voor Invicta FC voor MMA en Glory voor kickboksen. In december 2016 wordt ze kampioen bij Glory, en in december 2017 verliest ze deze titel aan Anissa Meksen. In november 2019 verovert ze de titel terug, en in januari 2021 verdedigt ze deze succesvol tegen Aline Pereira. 
Van Soest heeft Nederlandse roots, en speelde in haar studententijd ook voetbal.

## Resultaten
- Lion Fight super-bantamweight en featherweight titelhouder
- WBC muay Thai super-bantamweight titelhouder
- Glory's Superbantamweight kampioen